# Вислогузова, Зинаида Васильевна
Зинаи́да Васи́льевна Вислогу́зова (9 апреля 1929, село Ольховатка, Центрально-Чернозёмная область — 13 декабря 2007, Россошь, Воронежская область) — передовик производства, бригадир Россошанского птицекомбината. Герой Социалистического Труда (1966).

## Биография
Родилась 9 апреля 1929 года в крестьянской семье в селе Ольховатка Верхнемамонского района (ныне — Воронежской области). После окончания семилетней школы работала с 1946 года птичницей на Россошанской птицефабрике. Проработала на этом предприятии до выхода на пенсию. В 1959 году была назначена бригадиром. За выдающиеся достижения в трудовой деятельности и в развитии животноводства и мясозаготовок была удостоена в 1966 году звания Героя Социалистического Труда.
Избиралась депутатом областного Совета народных депутатов.
В 1984 году вышла на пенсию. Жила в городе Россошь до своей кончины в 2007 году.

## Награды
- Герой Социалистического Труда — Указ Президиума Верховного Совета СССР от 22 марта 1966 года
- Орден Ленина (1966).
- Медаль «За доблестный труд в Великой Отечественной войне 1941—1945 гг.»;
- Медаль «В ознаменование 100-летия со дня рождения Владимира Ильича Ленина»
- Почётный гражданин Россошанского района.